# بغاشة
البُغَاشة أو البُآجة أو البوغاجة أو البُقجة[بحاجة لمصدر] (باللغة التركية: Poğaça، بالعثمانية: پوغاچه) هو نوع من الخبز المخبوز في رماد الموقد ثم في الفرن على غرار الفُكجية. توجد في مطابخ البلقان يمكن تخميرها أو تركها فطيرًا، على الرغم من أن صنعها من هذا الأخير يعد أكثر صعوبة.  يصنع عمومًا من دقيق القمح ولكن يمكن إضافة الشيلم والشعير. قد تُحشا بالبطاطا أو اللحم المفروم أو الزيتون أو الجبن وتحتوي على حبوب وأعشاب مثل السمسم أو حبة البركة السوداء أو الشبت المجفف في العجين أو رشها فوقها. تُحشى في المطبخ التركي بجبن بياز أو حشوات أُخَر مثل الزيتون الأسود أو البطاطا أو البصل أو اللحم المفروم. 

## انظر أيضًا

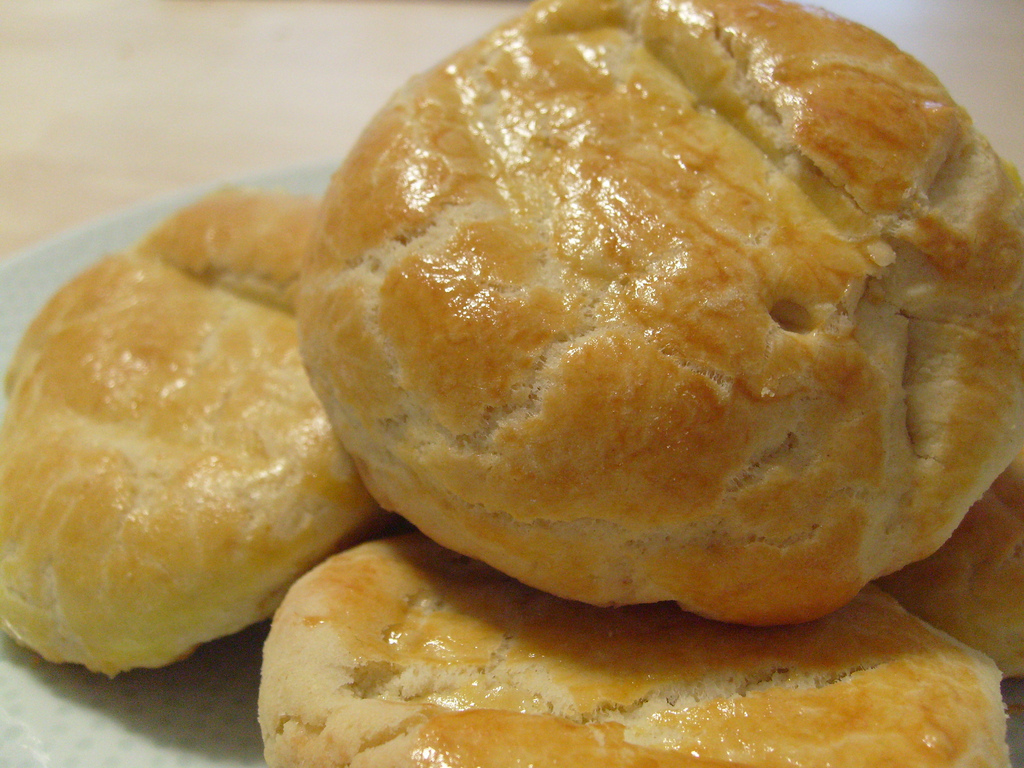
بُآجة بالجبن مجرية

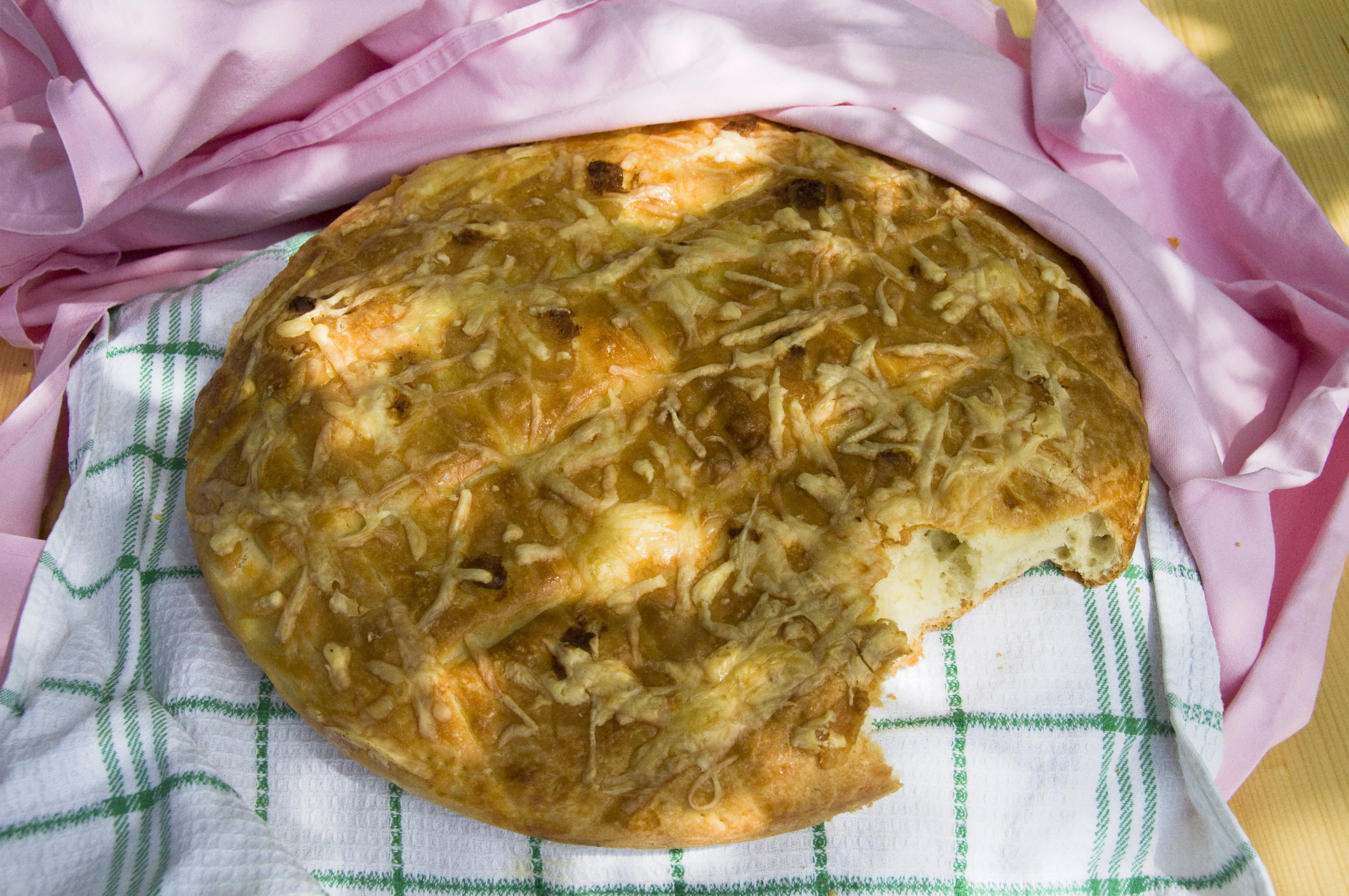
بُآجة إسلوفِينِيََة

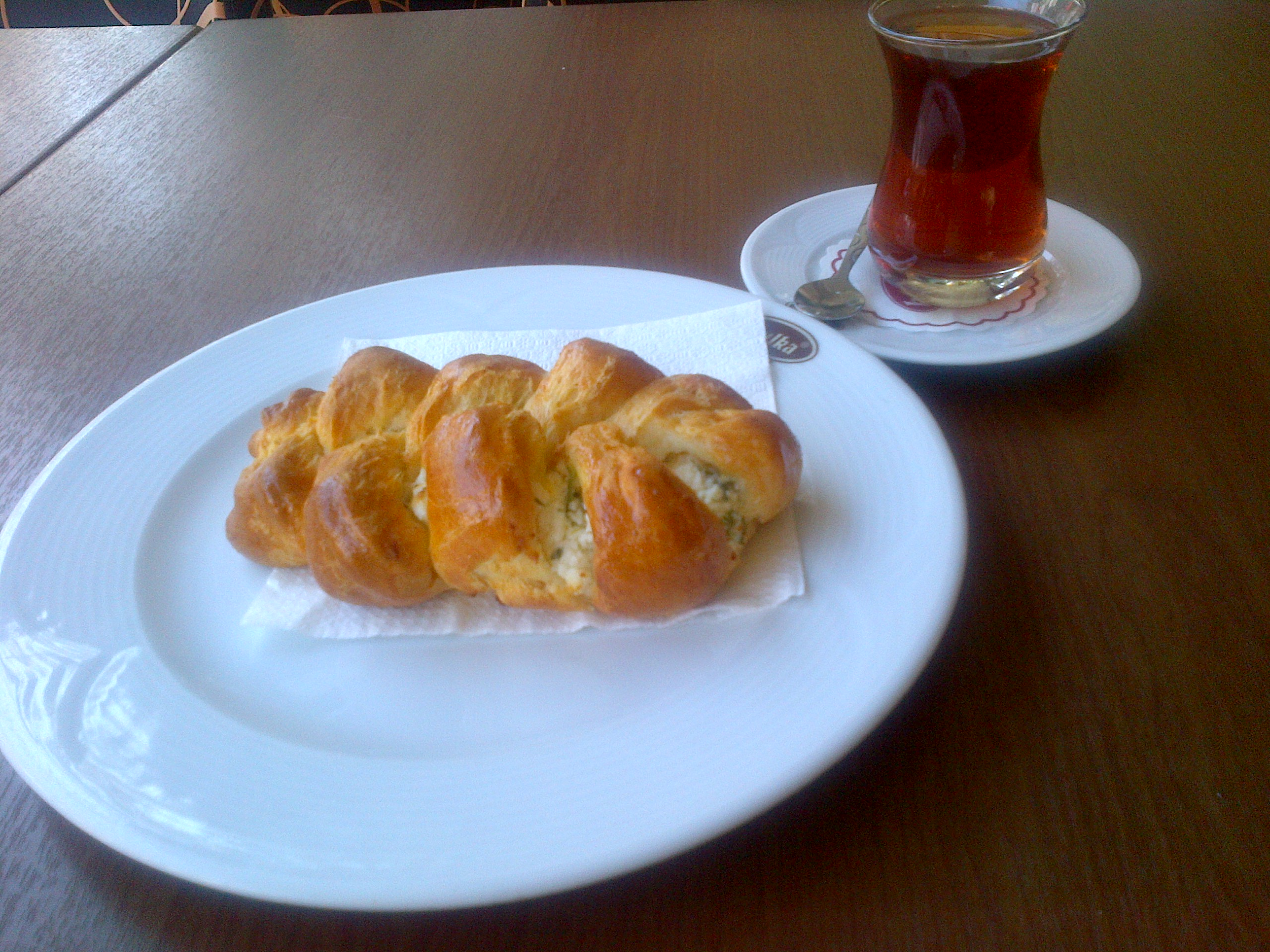
الشاي التركي و بآجة الجبن